# Chrysopa
Genre
Chrysopa (les chrysopes) est un genre d'insectes prédateurs de la famille des Chrysopidae et de l'ordre des névroptères, dont les larves et les adultes ont pour proies principalement les acariens, les cochenilles, les psylles, les pucerons, les thrips, les œufs de lépidoptères et d'aleurodes sur les arbres fruitiers, la vigne, les grandes cultures, les cultures légumières et les cultures ornementales.

## Liste d'espèces
Selon ITIS :
- Chrysopa chi Fitch, 1855
- Chrysopa coloradensis Banks, 1895
- Chrysopa excepta Banks, 1911
- Chrysopa incompleta Banks, 1911
- Chrysopa nigricornis Burmeister, 1839
- Chrysopa oculata Say, 1839
- Chrysopa pleuralis Banks, 1911
- Chrysopa quadripunctata Burmeister, 1839
- Chrysopa slossonae Banks, 1924

et
- Chrysopa eximia Yang & Yang, 1999
- Chrysopa timberlakei Penny, Tauber & De Leon, 2000

...
Espèces européennes selon Fauna Europaea :
- Chrysopa abbreviata
- Chrysopa altaica
- Chrysopa commata
- Chrysopa dasyptera
- Chrysopa dorsalis
- Chrysopa dubitans
- Chrysopa flaviceps
- Chrysopa formosa
- Chrysopa hummeli
- Chrysopa hungarica
- Chrysopa nierembergi
- Chrysopa nigricostata
- Chrysopa pallens (Rambur, 1838)
- Chrysopa perla (Linnaeus, 1758)
- Chrysopa phyllochroma
- Chrysopa regalis
- Chrysopa viridana
- Chrysopa walkeri

Noms en synonymie
- Chrysopa elegans Burmeister, 1839, un synonyme de Hypochrysa elegans (Burmeister, 1839)
- Chrysopa elegans (Guérin-Méneville, 1844), un synonyme de Vieira elegans (Guérin-Méneville, 1844)